# Rhynchobatus australiae
Rhynchobatus australiae är en rockeart som beskrevs av Gilbert Percy Whitley 1939. Rhynchobatus australiae ingår i släktet Rhynchobatus och familjen Rhinobatidae. IUCN kategoriserar arten globalt som sårbar. Inga underarter finns listade i Catalogue of Life.